# 1897年貝寧遠征
1897年贝宁远征是哈里·罗森發起的遠征。當時他率领1,200名大不列颠及爱尔兰联合王国士兵攻佔贝宁城，貝寧王國因此覆滅。當地最终併入尼日利亚殖民地。 